# هنري تشنغ
هنري تشنغ (بالصينية: 鄭家純) هو شخصية أعمال وسياسي صيني، ولد في 11 ديسمبر 1946 في منطقة شوند ‏ في الصين. نشط حزبياً في Democratic Alliance for the Betterment and Progress of Hong Kong ‏. وقد انتخب عضو دائم في اللجنة الوطنية للمؤتمر الاستشاري السياسي للشعب الصيني خلال فترته النيابية ‏ وانتخب عضو في اللجنة الوطنية لجمهورية الصين الشعبية خلال فترته النيابية ‏.